# Bonnie e Clyde

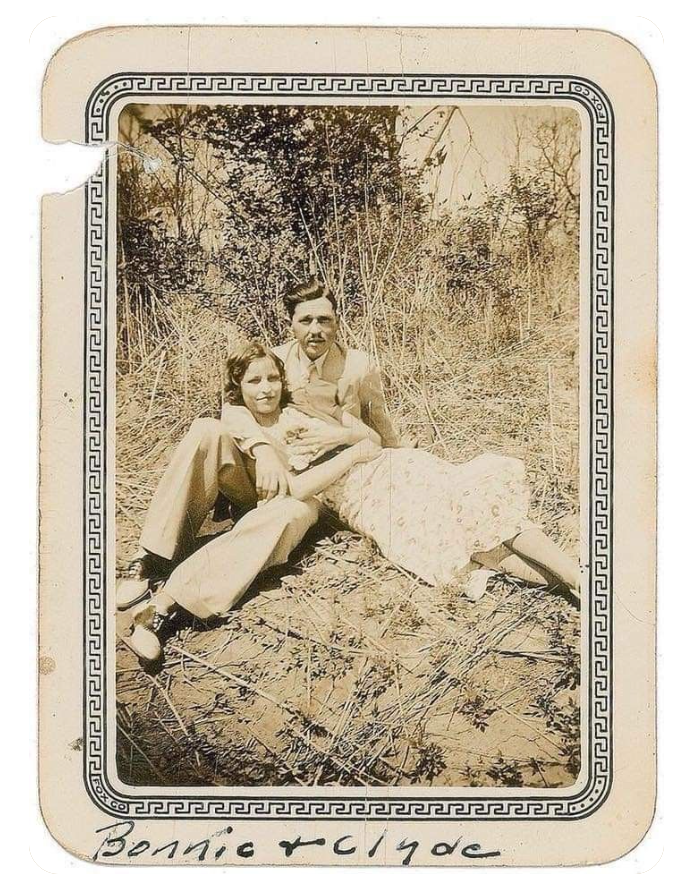
Bonnie Parker e Clyde Barrow che riposano in una giornata estiva da qualche parte in America

Bonnie Parker e Clyde Barrow sono stati una coppia di criminali statunitensi, attivi negli Stati Uniti centro meridionali durante i primi anni trenta che, assieme agli altri membri della Barrow Gang, commisero diverse rapine e omicidi. Considerati in quegli anni dei "nemici pubblici", oggi sono celebri per essere stati pericolosi rapinatori di banche, anche se in realtà preferirono colpire piccoli negozi e pompe di rifornimento. I due furono uccisi dalla polizia nella Parrocchia di Bienville, in Louisiana. La loro storia è stata raccontata dal regista Arthur Penn nel film del 1967 Gangster Story e da numerosi libri e svariati brani musicali.
Già dagli anni trenta, la rappresentazione che i giornali davano dei due, in particolare di Bonnie, differiva dalla realtà. Certamente, durante il periodo in cui i due furono compagni, Bonnie prese parte a un centinaio di atti criminali, tuttavia non era come la dipingevano le riviste e i quotidiani dell'epoca, ossia un'assassina fumatrice di sigari e con la mitragliatrice sempre in mano, tant'è che uno dei membri della loro banda, W. D. Jones, testimoniò in seguito di non aver mai visto Bonnie sparare ad un agente di polizia. Il mito del sigaro nacque da una fotografia di Bonnie in atteggiamento giocoso trovata in un nascondiglio abbandonato, diffusa poi ai giornali e pubblicata a livello nazionale; i biografi infatti riportano che Bonnie fumasse sigarette e non sigari.

## Biografie

### Bonnie Parker

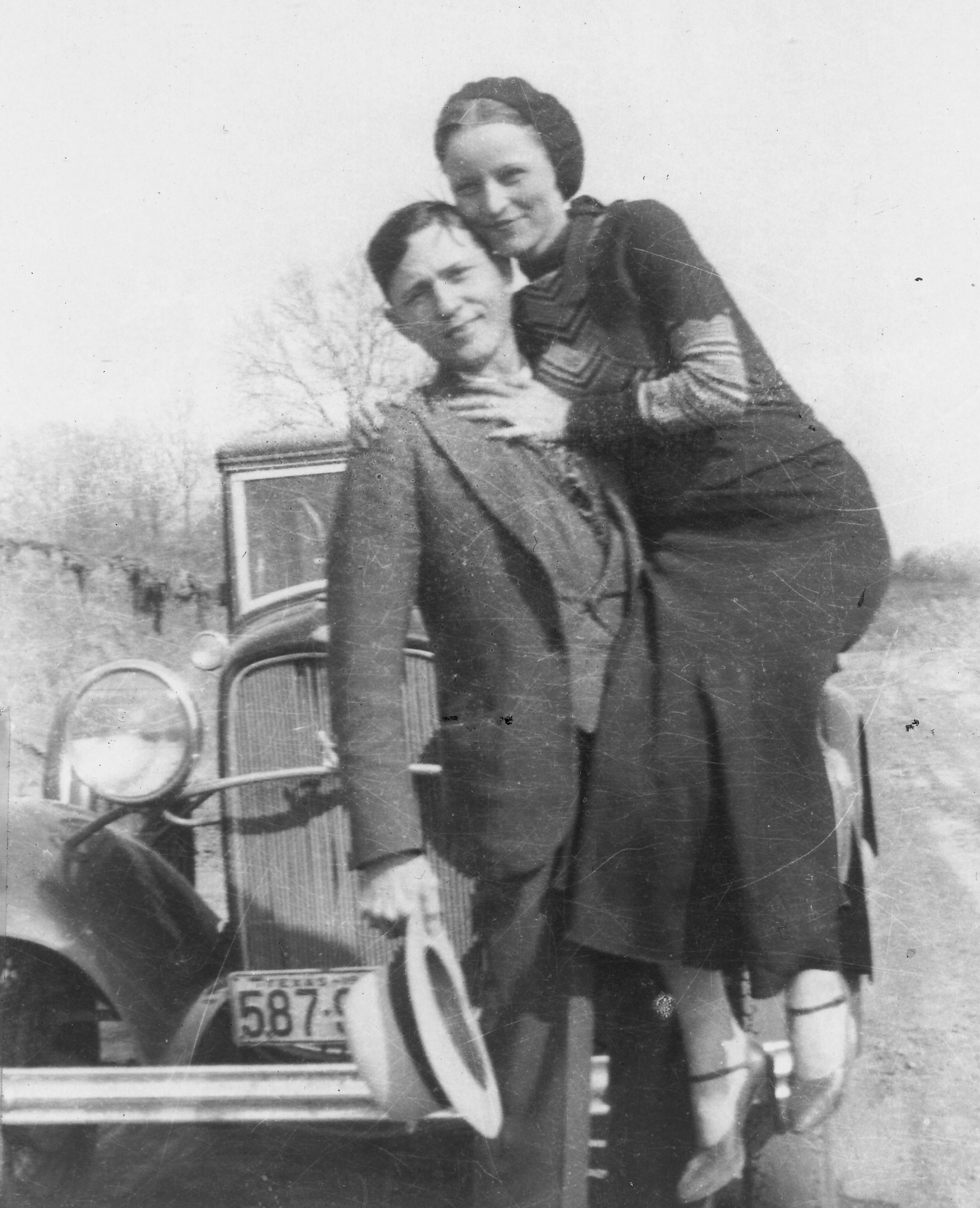
Bonnie Parker e Clyde Barrow nel 1933, foto scattata in Arkansas

Bonnie Elizabeth Parker (Rowena, 1º ottobre 1910 – Parrocchia di Bienville, 23 maggio 1934) era la seconda di tre figli, il cui padre, Charles Robert, morì quando lei aveva quattro anni. In seguito alla morte del marito, sua madre, Emma Krause, tornò a vivere con i figli in un sobborgo a ovest di Dallas, dove lavorò come sarta. A quindici anni conobbe Roy Thornton; i due lasciarono la scuola e si sposarono il 25 settembre 1926, quando Bonnie non aveva nemmeno sedici anni. Il loro matrimonio fu caratterizzato dalle frequenti assenze da casa e dai guai con la giustizia di Roy e non durò molto. Dal gennaio 1929 in poi, i due non si videro più; tuttavia non divorziarono mai, infatti, il giorno della morte, Bonnie indossava ancora la fede nuziale.
Dopo la "fine" del matrimonio, Bonnie visse con la madre e lavorò come sarta. Uno dei suoi clienti abituali era Ted Hinton, che all'epoca lavorava alle poste, e che nel 1932 iniziò a lavorare per il Dipartimento dello sceriffo di Dallas e due anni dopo prese parte all'imboscata che portò proprio alla morte di Bonnie e Clyde. Nel suo diario Bonnie, all'inizio del 1929, annotò che prima di incontrare Clyde si sentiva a Dallas sola e impaziente.

### Clyde Barrow

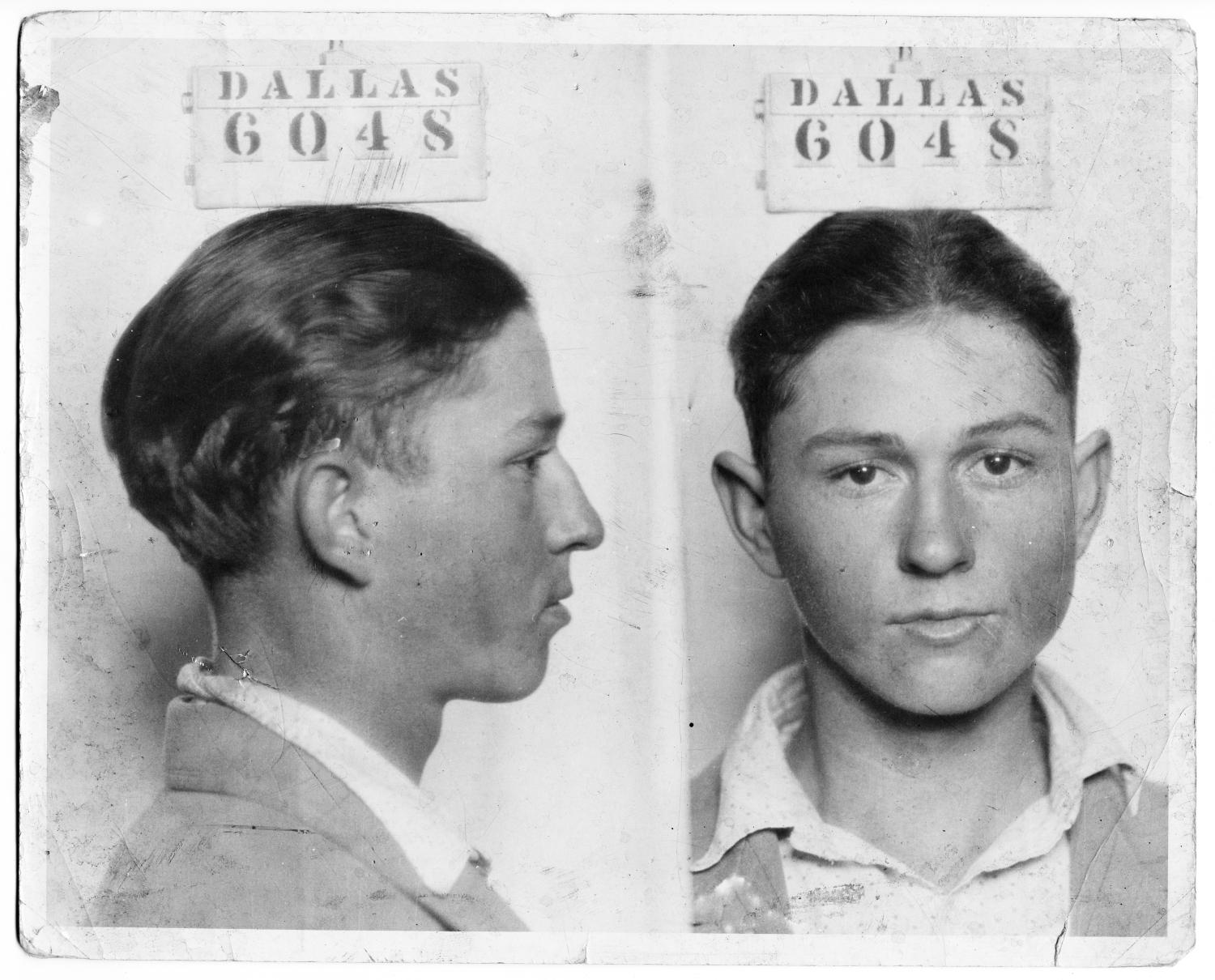
Foto segnaletica di Clyde Barrow

Clyde Chestnut Barrow (Telico, 24 marzo 1909 – Parrocchia di Bienville, 23 maggio 1934) è stato il quinto di otto figli di una coppia di agricoltori, Henry Basil Barrow e Cumie Talitha Walker. La famiglia migrò a Dallas all'inizio degli anni venti come parte di un'ondata di reinsediamento dalle fattorie all'area industriale della città, dove continuarono a vivere in estrema povertà.
Il primo arresto di Clyde avvenne nel tardo 1926, dopo che era fuggito alla polizia che lo stava interrogando riguardo ad una auto noleggiata che non aveva riconsegnato. Il suo secondo arresto, con il fratello Buck, avvenne per furto di tacchini. Nonostante stesse lavorando onestamente tra il 1927 e il 1929, in quel periodo rapinò negozi e rubò auto. Dopo diversi arresti nel 1928 e nel 1929, venne mandato nell'aprile 1930 nella prigione e campo da lavoro Eastham Unit. Mentre era detenuto, Clyde ruppe con un tubo di piombo il cranio di un uomo che lo aveva ripetutamente aggredito sessualmente. Questo fu il primo omicidio di Clyde, di cui però un altro detenuto, già condannato all'ergastolo, si prese la colpa. Clyde convinse un detenuto a tagliargli con un'accetta due dita di un piede, in modo da poter evitare il lavoro duro nei campi; zoppicò per il resto della vita. Senza saperlo, appena sei giorni dopo, la madre di Clyde riuscì a farlo rilasciare.
Poco dopo aver conosciuto Bonnie, nel gennaio 1930, Clyde venne arrestato nuovamente e mandato sempre nell'Eastham Unit da cui fuggì usando un'arma che gli procurò Bonnie stessa. Scarcerato per l'ennesima volta il 2 febbraio 1932, Clyde esce di prigione ormai divenuto un duro criminale. La sorella Marie dirà poi che qualcosa doveva essere successo in prigione perché quando ne uscì, Clyde non era più la persona che lei conosceva; cambiamento confermato anche da un compagno di detenzione Ralph Fults.
Nella sua carriera criminale successiva alla scarcerazione, Clyde scelse obiettivi semplici, come piccoli negozi e stazioni di rifornimento, in numero molto superiore alla decina di rapine in banca attribuite a lui e alla Barrow Gang. Secondo l'autore John Neal Phillips, lo scopo di vita di Clyde non era la fama o il denaro ma la vendetta nei confronti del sistema carcerario del Texas per gli abusi subiti durante la detenzione.

### Il primo incontro

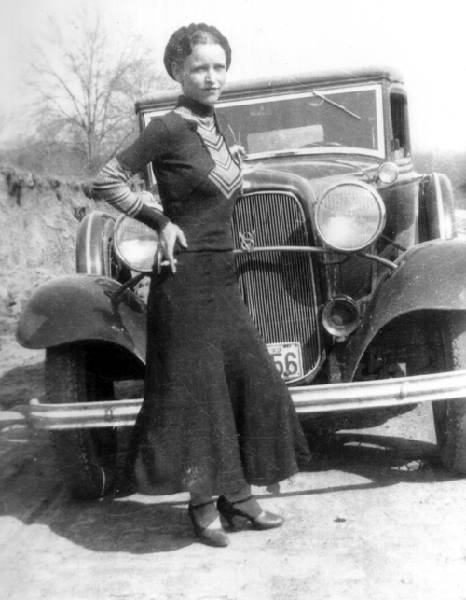
Bonnie Parker nel 1933

Diverse testimonianze descrivono il primo incontro tra Bonnie e Clyde, tuttavia la più credibile afferma che si conobbero il 26 gennaio 1930, nell'abitazione di un'amica in comune, Clarence Clay, nell'area ovest di Dallas. Bonnie era senza lavoro e stava da Clarence mentre questa si riprendeva da una frattura ad un braccio e, proprio in quel periodo, Clyde passò a trovare l'amica. Quando si conobbero rimasero subito affascinati l'uno dall'altra; molti storici ritengono che si unirono perché si innamorarono l'uno dell'altra; così portavano a termine i loro crimini, fino alla morte violenta che loro stessi videro ad un certo punto come inevitabile.

## L'attività criminale

### 1932
Dopo la scarcerazione di Clyde nel 1932, lui e Ralph Fults riunirono un piccolo gruppo di fuorilegge, i cui membri, a rotazione, li avrebbero aiutati nelle rapine. I due quindi iniziarono una serie di piccoli colpi, soprattutto negozi e stazioni di carburante; il loro obiettivo era di mettere assieme sufficiente denaro e armi da fuoco per eseguire un raid e liberare i detenuti di Eastham. Il 19 aprile 1932, Bonnie e Fults furono arrestati in una fallita rapina ad un negozio di ferramenta a Kaufman. Bonnie fu rilasciata dopo pochi mesi, quando il grand jury decise di non incriminarla, mentre Fults venne processato e incarcerato, non riunendosi più alla gang.
Il 30 aprile, Clyde guidò una rapina a Hillsboro, durante la quale il proprietario del negozio, J. N. Bucher, rimase ucciso a colpi d'arma da fuoco. Quando la polizia mostrò alla moglie della vittima delle foto identificative, la donna riconobbe Clyde come uno dei criminali, nonostante in realtà fosse rimasto fuori dal negozio, in auto. Questa fu la prima accusa di omicidio a carico di Clyde.
Mentre era in prigione, dove sarebbe rimasta fino al 17 giugno, Bonnie scrisse delle poesie per passare il tempo. Quando il grand jury della Contea di Kaufman decise di non incriminarla, la ragazza venne rilasciata e dopo qualche settimana era di nuovo assieme a Clyde. Il 5 agosto, mentre Bonnie faceva visita a sua madre, Clyde, Raymond Hamilton e Ross Dyer andarono a divertirsi, bevendo, ad una festa popolare a Stringtown; quando lo sceriffo C. G. Maxwell e il suo vice, Eugene C. Moore, si avvicinarono loro in un parcheggio, Clyde e Hamilton aprirono il fuoco, uccidendo Moore e ferendo gravemente lo sceriffo. Questo fu il primo di nove omicidi di uomini di legge per mano della banda. L'11 ottobre 1932, presumibilmente uccisero Howard Hall, proprietario di un negozio, durante una rapina a Sherman, anche se gli storici dal 1997 considerano improbabile che i colpevoli fossero i membri della Barrow Gang.
W. D. Jones era un amico di famiglia dei Barrow sin dall'infanzia. Appena sedicenne alla vigilia di Natale del 1932, convinse Clyde a lasciarlo uscire con loro quella notte. Il giorno seguente, Jones subì un'iniziazione a Temple: lui e Clyde uccisero Doyle Johnson, un giovane padre di famiglia, per rubargli l'auto. Meno di due settimane dopo, il 6 gennaio 1933, nella Contea di Tarrant, Clyde uccise il vice sceriffo Malcolm Davis, quando lui, Bonnie e Jones finirono in una trappola che la polizia aveva preparato per un altro criminale. Il totale degli omicidi commessi dalla gang dall'aprile 1932 era salito a cinque.

### Prima metà del 1933
Il 22 marzo 1933, a Buck Barrow, fratello di Clyde, venne concessa l'amnistia e fu rilasciato di prigione. Pochi giorni dopo, si trasferì con la moglie Blanche da Bonnie e Clyde, nel nascondiglio temporaneo che condividevano con Jones a Joplin, in Missouri, e secondo la versione di Blanche, lei e Buck erano lì solo per convincere Clyde a consegnarsi alle forze dell'ordine.

Il successivo scontro tra Bonnie e Clyde e la legge avvenne più a causa di un reciproco sospetto che di una chiara identificazione. Una sera, il gruppo si ubriacò e causò diversi schiamazzi nel quartiere; Blanche ricordò poi che gli uomini andavano e venivano a tutte le ore e che Clyde aveva scaricato un'arma automatica BAR nell'appartamento dopo averla pulita. Nessun vicino protestò direttamente con loro, ma qualcuno segnalò il problema alla polizia. Cinque agenti si presentarono il 13 aprile nell'appartamento e subito iniziò una sparatoria. Anche se colti di sorpresa, il gruppo dimostrò freddezza: Clyde, Buck e Jones uccisero il detective McGinnis e l'agente Harryman. Nella fuga che seguì, Bonnie coprì il gruppo con il BAR, i cui proiettili colpirono un tronco d'albero le cui schegge ferirono il volto del sergente G. B. Kahler, per salire poi in auto con gli altri e fuggire. Gli agenti riferirono di aver sparato solo quattordici volte; uno dei colpi centrò Jones al fianco, un altro colpì Clyde ma venne deviato da un bottone del cappotto e un altro ancora sfiorò Buck. 

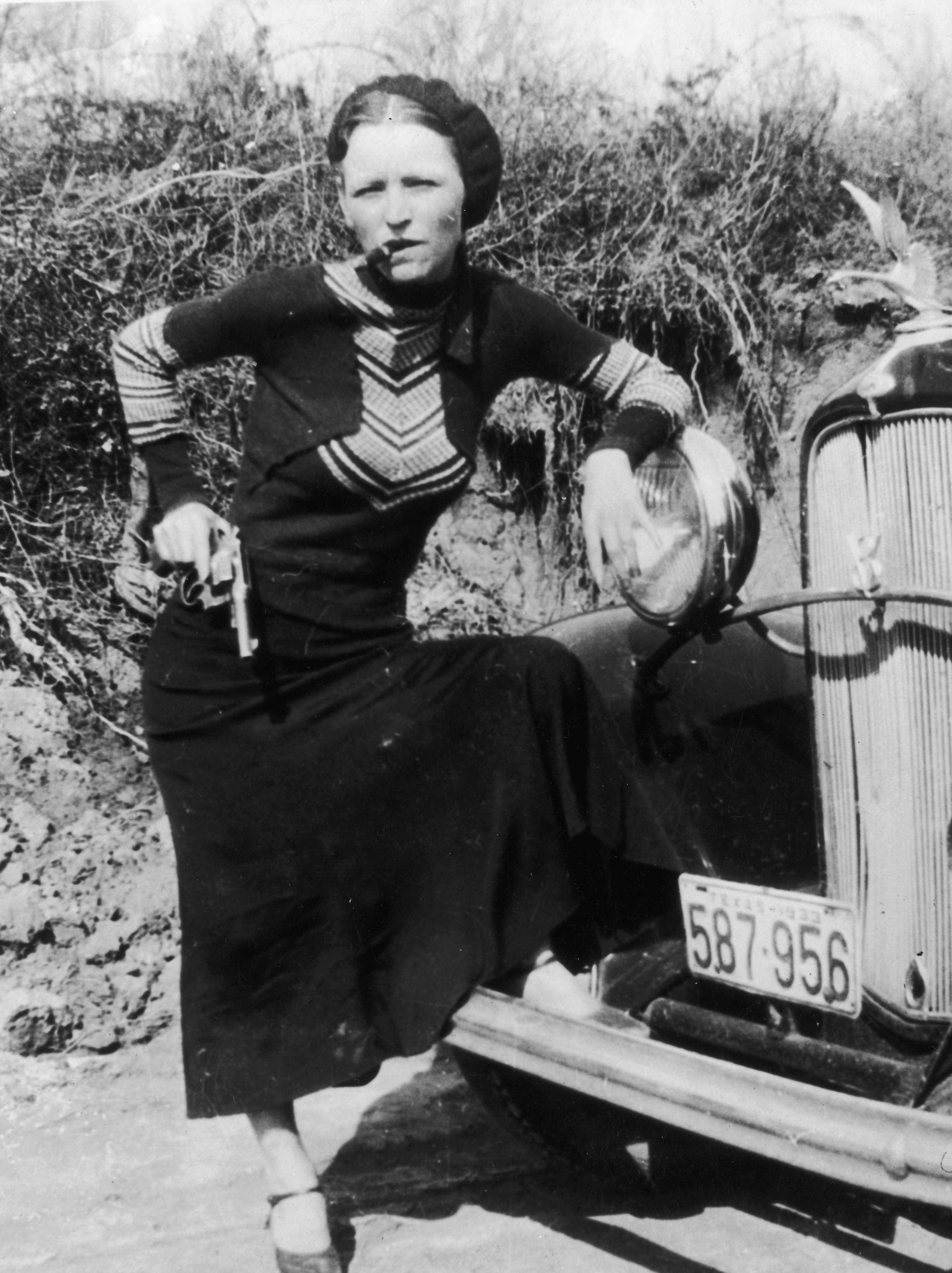
Bonnie Parker nel 1933

Il gruppo riuscì a fuggire da Joplin ma lasciò dietro di sé molti dei loro beni, inclusi l'attestato di matrimonio di Buck e Blanche, il diario di Buck, diverse armi, un poema di Bonnie e una macchina fotografica con diversi rullini non sviluppati, le cui foto contribuirono successivamente a rendere famosi Bonnie e Clyde. Per i tre mesi successivi, il gruppo viaggiò per il Texas e si diresse verso nord, fino in Minnesota. A maggio, tentarono senza successo un furto in banca a Lucerne, in Indiana, e successivamente riuscendovi in una banca a Okabena. In precedenza, avevano rapito Dillard Darby e Sophia Stone, a Ruston in Louisiana, mentre rubavano l'auto di Darby. Questo fu uno dei diversi rapimenti portati a termine dal gruppo tra il 1932 e il 1934, nei confronti di uomini di legge. Di solito gli ostaggi venivano rilasciati lontano dal luogo del rapimento, a volte persino con dei soldi per tornare a casa.
I rapimenti erano però occasionali. La Barrow Gang non esitava a sparare a chiunque incontrasse, che fossero poliziotti o civili. Raymond Hamilton, W. D. Jones, Buck Barrow e Henry Methvin, tutti membri della gang, erano colpevoli di omicidio. Tutta la loro freddezza nel commettere questo tipo di crimini aggravò la percezione del pubblico, portando alla loro fine.
Nonostante la fama, la banda era disperata e scontenta, come descritto da Blanche Barrow nella sua testimonianza scritta mentre era in prigione, sul finire degli anni trenta. Con la notorietà, infatti, dovettero impegnarsi di più per evitare di essere scoperti. Ristoranti e motel divennero meno sicuri e furono costretti a vivere lungo i fiumi, in aree isolate. L'incessante vicinanza forzata tra queste cinque persone, costrette a viaggiare in un'auto sola, causò liti violente che spinsero W. D. Jones a lasciare il gruppo a fine aprile, per ritornare però l'8 giugno.
Il 10 giugno, mentre guidava con Jones e Bonnie vicino a Wellington, Clyde mancò i segnali di avviso a un ponte in costruzione e finirono tutti con l'auto in un precipizio. Se fu il carburante a incendiarsi, o se su Bonnie si riversò dell'acido proveniente dalla batteria le fonti non ne sono certe; tuttavia la ragazza subì ustioni di terzo grado alla gamba destra, così gravi che il muscolo le si rattrappì permanentemente.
Verso la fine della sua vita, Bonnie cominciò a camminare con difficoltà, tanto da saltellare sulla gamba buona o dover essere portata di peso da Clyde. Dopo essere stati aiutati da una famiglia di agricoltori locali e aver rapito due agenti delle forze dell'ordine, i tre si riunirono con Buck e Blanche. Si nascosero poi a Fort Smith, nell'Arkansas, prendendosi cura delle ferite di Bonnie. In quel periodo, Buck e Jones rapinarono un negozio e uccisero il maresciallo Henry D. Humphrey, ad Alma. Ricercati nuovamente, dovettero fuggire nonostante le gravi condizioni di Bonnie.

### Seconda metà del 1933

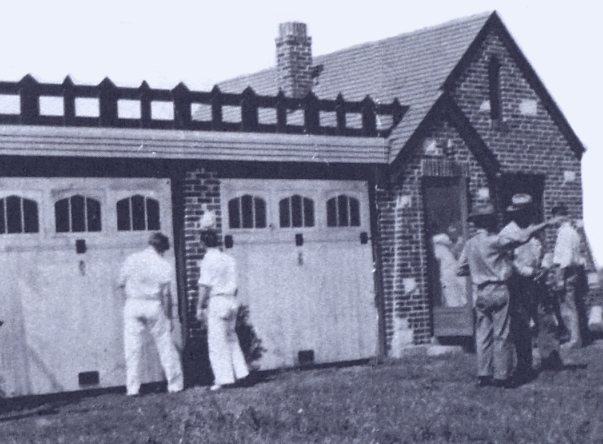
Il Red Crown Tourist Court, il complesso di due edifici dove avvenne uno scontro a fuoco con la polizia

Nel luglio del 1933, la banda arrivò alla locanda Red Crown Tavern a sud di Platte City, oggi ai confini di Kansas City. La locanda possedeva un edificio al di là della strada con due stanze collegate da un garage che la gang affittò per intero. La taverna era popolare tra le forze dell'ordine in pattuglia sull'autostrada del Missouri e la banda sembrava fare di tutto per attirare l'attenzione. Blanche Barrow registrò tre persone ma il proprietario Neal Houser vide cinque persone scendere dall'auto e che l'autista si comportava in modo sospetto. Blanche pagò in contanti e fece lo stesso quando pagò la cena per cinque persone. Il denaro proveniva dalle tre stazioni di servizio rapinate quello stesso giorno a Fort Dodge, in Iowa. Il giorno seguente, Houser notò che i suoi ospiti avevano coperto le finestre con carta da giornale e Blanche pagò di nuovo in contanti cinque colazioni. Anche gli abiti di Blanche, che indossava pantaloni da fantino, attirarono l'attenzione; all'epoca infatti non erano abiti da donna e i testimoni ricordarono bene quel particolare anche a distanza di quarant'anni. A questo punto, Houser decide di parlare del gruppo al capitano di polizia William Baxter, un cliente abituale della locanda.
Quello stesso giorno, Clyde e Jones si diressero in città per acquistare cibo, bendaggi e medicine per curare la gamba di Bonnie. Il negoziante contattò lo sceriffo Holt Coffey che mise le stanze degli ospiti sotto sorveglianza, dopo essere stato avvisato dalla polizia di Oklahoma, Texas e Arkansas di tenere d'occhio eventuali estranei che chiedessero quei medicinali. Lo sceriffo contattò poi il capitano Baxter, che a sua volta chiamò dei rinforzi da Kansas City e che portarono persino un'autoblindo. Alle ore 23:00, lo sceriffo Coffey guidò un gruppo di agenti armati con mitra Thompson verso le stanze degli ospiti della locanda. Nello scontro a fuoco che ne seguì, i Thompson si dimostrarono poco efficaci contro il BAR che Clyde aveva rubato il 7 luglio all'armeria della Guardia Nazionale a Enid. I Barrow, sparando, si aprirono la strada per la fuga; un loro proiettile mandò in corto circuito il clacson dell'autoblindo – una normale auto rinforzata con dei pannelli metallici – il quale iniziò a suonare. I poliziotti lo intesero come un segnale di cessate il fuoco e smisero di sparare e di inseguire il gruppo, che riuscì quindi a scappare in auto. Nonostante la fuga riuscita, Buck Barrow era rimasto colpito da un proiettile alla testa che gli aveva causato un macabro foro sulla fronte; Blanche invece era rimasta quasi cieca a causa di frammenti di vetro finiti in entrambi gli occhi.

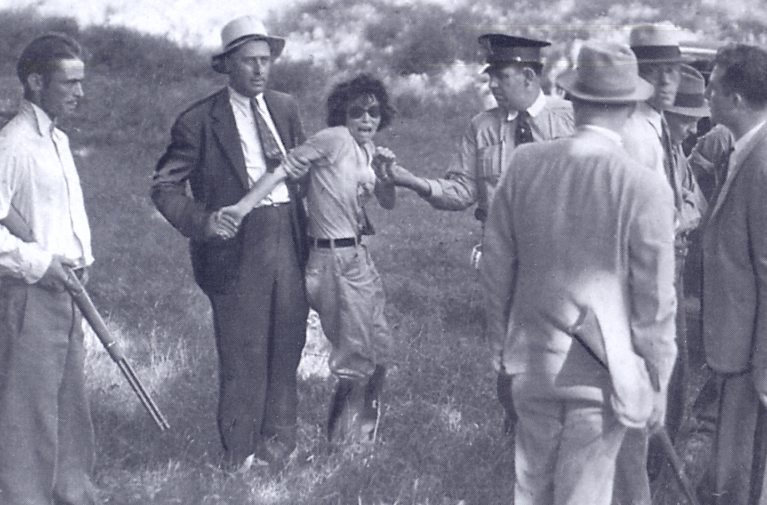
Con Buck ferito mortalmente, Blanche (con i suoi abiti da fantino) viene catturata al Dexfield Park, in Iowa

Cinque giorni dopo, il 24 luglio, il gruppo si accampò al Dexfield Park, un parco divertimenti abbandonato nei pressi di Dexter. Anche se Buck era a tratti semi-cosciente, e persino parlava e mangiava, la sua grave ferita e la perdita di sangue erano così gravi che Clyde e Jones scavarono una fossa per il loro compagno. Quando i residenti locali notarono i bendaggi insanguinati, segnalarono il fatto alla polizia che identificò in quel gruppo di persone la Barrow Gang. Alcuni agenti e circa un centinaio di spettatori circondarono il gruppo e iniziò l'ennesimo conflitto a fuoco. Clyde, Bonnie e Jones riuscirono a fuggire a piedi, Buck fu colpito alla schiena e fu catturato assieme alla moglie. L'uomo morì cinque giorni dopo, in ospedale a Perry, a causa della ferita alla testa e dell'insorgere di una polmonite dopo un'operazione.

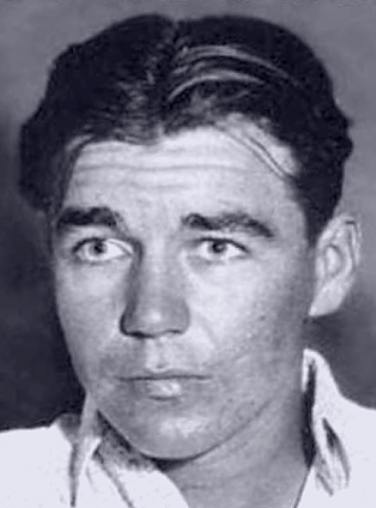
W.D. Jones

Nelle sei settimane successive, i tre fuggitivi si diressero a ovest, lontano dall'area in cui erano soliti operare, verso il Colorado, il nord del Minnesota e il sud-est del Mississippi, tenendo un basso profilo e compiendo solo piccole rapine di sussistenza. Rinvigorirono il loro arsenale quando Clyde e Jones rapinarono un'armeria a Plattville, il 20 agosto, portando via tre BAR, diverse pistole e munizioni. Ad inizio settembre, si presero un enorme rischio tornando a Dallas per vedere le rispettive famiglie dopo quattro mesi. Jones proseguì invece fino a Houston dove sua madre era andata a vivere. Da allora Jones non vide più Bonnie e Clyde; venne arrestato il 16 novembre e condotto a Dallas. Nel frattempo, Clyde compì piccole rapine mentre Bonnie veniva curata dalle loro famiglie. Il 22 novembre 1933, Bonnie e Clyde scamparono per poco all'arresto, mentre tentavano di incontrarsi con i rispettivi familiari vicino a Sowers. Lo sceriffo Smoot Schimd e i suoi vice, Bob Alcorn e Ted Hinton, attendevano infatti vicino al luogo dell'incontro. Avvicinandosi, Clyde li scoprì e quindi invece di fermarsi vicino all'auto della sua famiglia, proseguì; a quel punto lo sceriffo e i suoi uomini uscirono allo scoperto e aprirono il fuoco con i mitra e un BAR. Un proiettile di quest'ultimo attraversò l'auto colpendo alle gambe sia Bonnie che Clyde, prima che questi riuscissero a scappare.
Il 28 novembre, un grand jury di Dallas deliberò perché venisse emanato un mandato d'arresto per Bonnie e Clyde, per l'omicidio nel gennaio 1933 del vice sceriffo della Contea di Tarrant, Malcolm Davis; fu il primo mandato d'arresto per omicidio di Bonnie.

### Il 1934 e la reazione delle autorità
Il 16 gennaio 1934, Clyde pianificò di far evadere Raymond Hamilton, Henry Methvin e diversi altri internati del Eastham Unit. La riuscita evasione fu una pessima pubblicità per il Texas; lo storico Phillips ritenne che, così facendo, Clyde raggiunse lo scopo della sua esistenza, cioè vendicarsi sul Dipartimento di Correzione del Texas (odierno Dipartimento di Giustizia). Durante l'evasione, il fuggitivo Joe Palmer sparò all'agente Major Joe Crowson. L'attacco attirò l'attenzione non solo di tutte le forze dell'ordine del Texas ma anche del Governo ed entrambi incrementarono significativamente lo sforzo per catturare Bonnie e Clyde. Il Dipartimento di Correzione del Texas contattò l'ex Texas Ranger capitano Frank Hamer e lo convinse a dare la caccia a ciò che rimaneva della Barrow Gang. Anche se in pensione, Hamer aveva ancora la licenza di Ranger che non era ancora scaduta. Hamer accettò l'incarico e ufficialmente divenne un agente di pattuglia autostradale assegnato al sistema penitenziario come investigatore speciale, con il compito specifico di fermare Bonnie, Clyde e la loro banda. A cominciare dal 10 febbraio 1934, Hamer divenne costantemente l'ombra di Bonnie e Clyde, assieme a tre suoi fratelli, tutti Ranger.

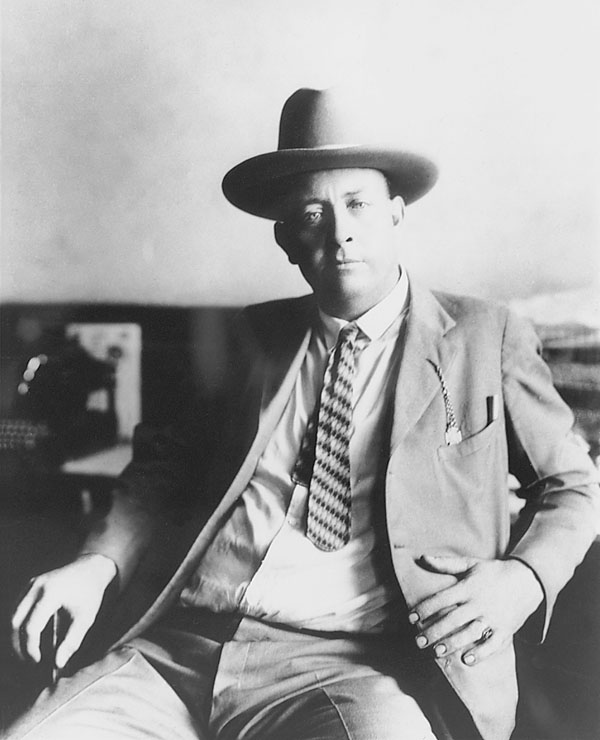
L'ex Texas Ranger Frank Hamer

Il 1º aprile 1934, la domenica di Pasqua, Clyde e Henry Methvin uccisero due giovani agenti in pattuglia, H. D. Murphy ed Edward Bryant Wheeler, vicino a Grapevine (oggi Southlake), in Texas. Un testimone affermò che furono Bonnie e Clyde a sparare i colpi fatali e questo fatto ebbe ampia risonanza prima di essere sconfessato. Methvin in seguito ammetterà di aver sparato al primo agente, dopo aver pensato che Clyde li volesse morti; Clyde poi sparò all'altro poliziotto. Si pensa che Bonnie stesse dormendo nel sedile posteriore quando Methvin cominciò a sparare e perciò non avrebbe preso parte ai fatti.

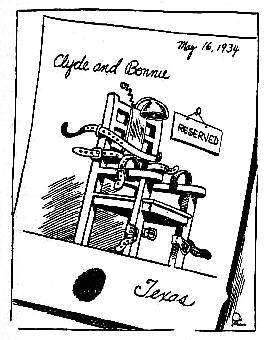
Il The Dallas Journal pubblicò un fumetto con disegnata una sedia elettrica vuota, con su scritto "Riservato" a nome "Bonnie e Clyde"

Nella primavera del 1934, gli omicidi di Grapevine furono raccontati con dettagli esagerati, influenzando la percezione pubblica; tutti i quotidiani di Dallas riportarono la storia del testimone, un agricoltore, che affermava di aver visto Bonnie ridere di come la testa dell'agente Murphy "aveva rimbalzato come una palla di gomma" al suolo quando gli aveva sparato. Gli articoli riportarono inoltre che la polizia aveva trovato un pezzo di sigaro "con segni di piccoli denti", probabilmente quelli di Bonnie. La storia dell'agricoltore venne ben presto screditata, tuttavia la massiccia pubblicità negativa, in particolare contro Bonnie, accrebbe la volontà pubblica affinché la Barrow Gang fosse definitivamente sgominata. Il capo della polizia autostradale L. G. Phares offrì subito una ricompensa di mille dollari per i corpi di Bonnie e Clyde. Il governatore del Texas, Miriam Ferguson, aggiunse altri cinquecento dollari ciascuno.
L'ostilità pubblica crebbe nei giorni che seguirono, quando Clyde e Methvin uccisero il poliziotto sessantenne William Campbell vicino a Commerce. Rapirono poi il capo della polizia di Commerce, Percy Boyd, portandolo con loro fino in Kansas, dove lo liberarono dandogli una maglietta pulita e qualche dollaro e con la richiesta di Bonnie di dire al mondo che lei non fumava sigari. Boyd identificò Bonnie e Clyde ma mentre era prigioniero non riuscì a identificare chi fosse l'altro uomo con loro, Methvin. Lo storico Knight scrisse: "per la prima volta Bonnie fu vista come un'assassina, che realmente tirò il grilletto – esattamente come Clyde. Qualunque speranza di clemenza era stata appena persa".

### La morte

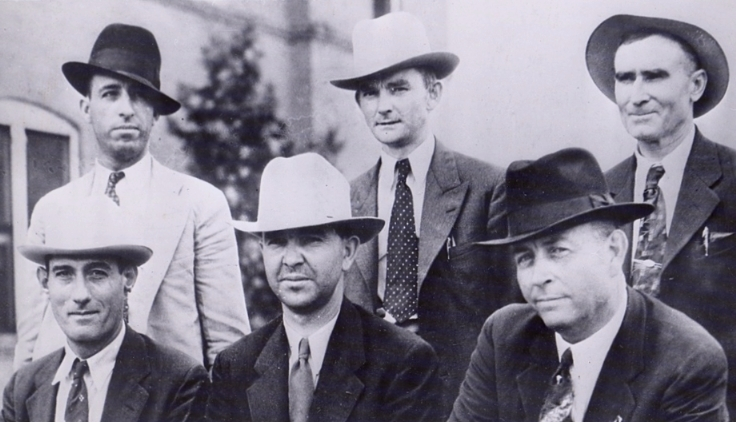
Il gruppo di agenti che presero parte all'imboscata. Davanti: Alcorn, Jordan e Hamer; dietro: Hinton, Oakley, Gault

Bonnie e Clyde subirono un'imboscata durante la quale furono uccisi mercoledì 23 maggio 1934, su una strada di campagna nella parrocchia di Bienville, in Louisiana. La coppia stava viaggiando in automobile lungo la strada quando furono colpiti a morte da una posse comitatus di quattro agenti di polizia texani, Frank Hamer, B. M. Gault, Bob Alcorn e Ted Hinton, e due della Louisiana, Henderson Jordan e Prentiss Morel Oakley. Il gruppo era guidato da Hamer, che seguiva la banda dal febbraio 1934, e aveva studiato i movimenti della banda scoprendo che si muovevano in cerchio lungo il confine di cinque stati del Midwest, sfruttando le leggi sulla giurisdizione che impedivano agli agenti di seguire i criminali in altri stati. In questo, Clyde era molto esperto ma Hamer era riuscito a tracciare i loro movimenti e predire dove sarebbero stati; l'itinerario della banda infatti prevedeva di fare visita alle famiglie a turno; in quel momento era il turno di Methvin, la cui famiglia viveva proprio in Louisiana.

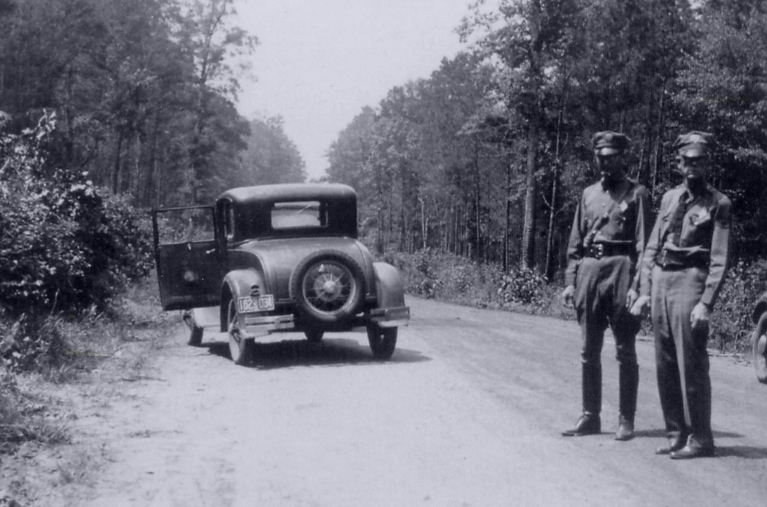
L'imboscata avvenne lungo una strada che attraversa un bosco di pini della Louisiana.

Il 21 maggio 1934, i quattro agenti del Texas si trovavano a Shreveport, dove scoprirono che Bonnie e Clyde sarebbero andati alla parrocchia di Bienville quella sera stessa. Clyde aveva stabilito che la casa dei genitori di Methvin doveva essere il luogo di incontro in caso il gruppo si fosse separato, cosa che era avvenuta proprio a Shreveport. I quattro texani, assieme ai due agenti della Louisiana, organizzarono un'imboscata lungo la Louisiana State Highway 154, a sud di Gibsland. Hinton raccontò che il gruppo era in posizione dalle ore 21:00 del giorno 21 e che attesero sul posto per tutto il 22 maggio. Altri testimoni affermarono però che gli agenti si posizionarono la sera del 22.

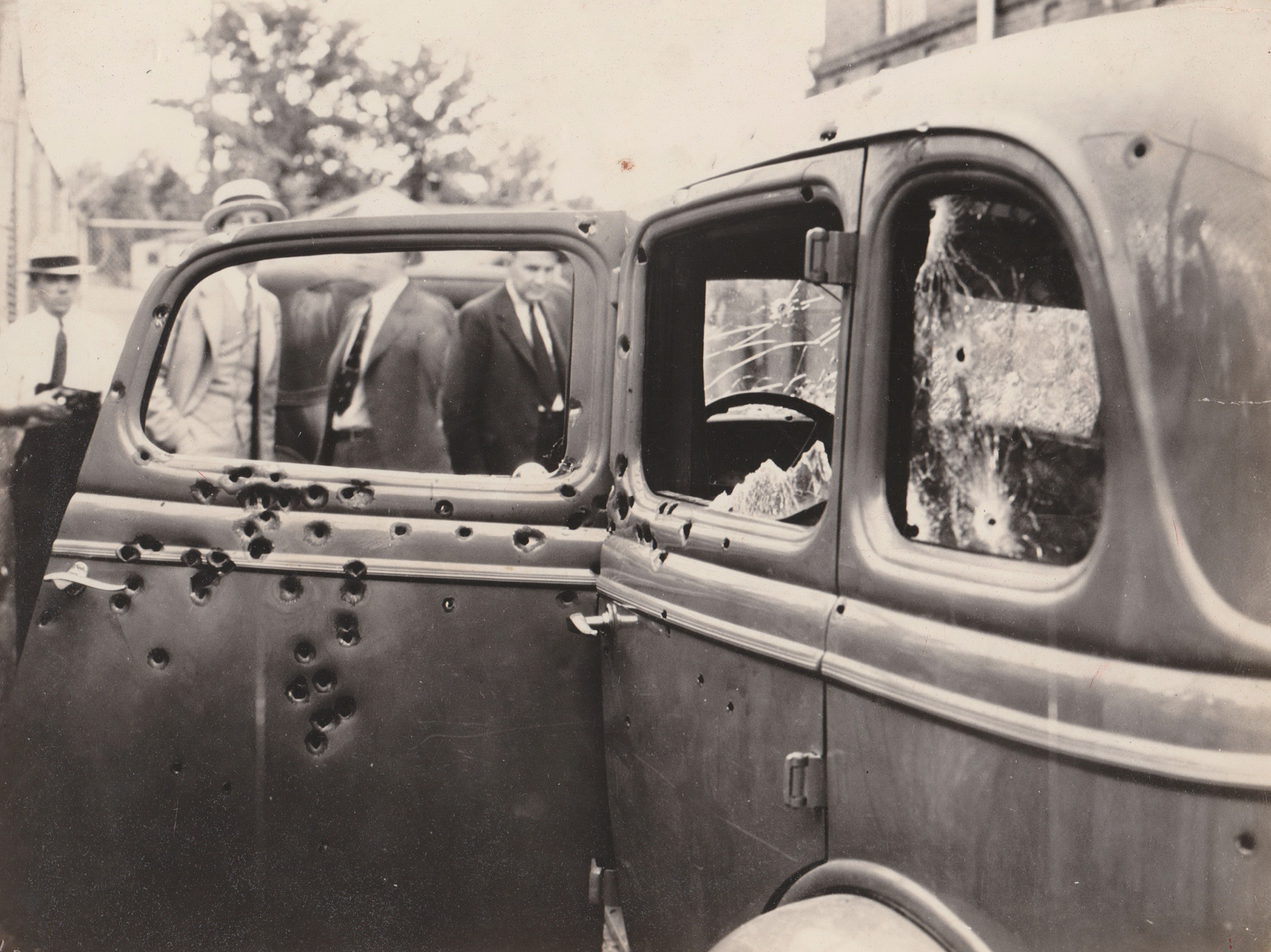
L'auto di Bonnie e Clyde crivellata dai proiettili

Approssimativamente alle 09:15 del 23 maggio, gli agenti stavano quasi per rinunciare e andarsene quando udirono la Ford Model B di Clyde avvicinarsi ad alta velocità. Il rapporto ufficiale afferma che Clyde si fermò per parlare con il padre di Methvin, il quale era stato messo in mezzo alla strada con il suo camion, per distrarre i criminali e farli fermare. Una volta che l'auto fu abbastanza vicina, gli agenti aprirono il fuoco, uccidendo i due sparando un totale di 130 proiettili. Oakley probabilmente sparò un colpo prima che fosse dato l'ordine. Clyde morì all'istante colpito dal primo sparo, che lo centrò al capo; Hinton affermò poi di aver sentito Bonnie urlare quando si rese conto che il compagno era stato colpito, subito prima che anche gli altri agenti aprissero il fuoco. Le armi furono completamente svuotate sul veicolo a tal punto che qualunque delle molte ferite riportate sia da Bonnie che da Clyde sarebbe stata mortale.
Ted Hinton e Bob Alcorn affermarono:
Alcuni ricercatori ritengono che Bonnie e Clyde furono colpiti più di cinquanta volte ciascuno; altri calcolarono circa venticinque ferite per cadavere, o in tutto una cinquantina. Ufficialmente, il medico legale della parrocchia di Bienville, il dottor J. L. Wade, ha elencato diciassette fori di entrata sul corpo di Clyde e ventisei su quello di Bonnie, inclusi diversi colpi alla testa per entrambi e uno che spezzò la spina dorsale di Clyde. A causa di tutte queste ferite, le onoranze funebri ebbero difficoltà a preparare i corpi per le esequie.

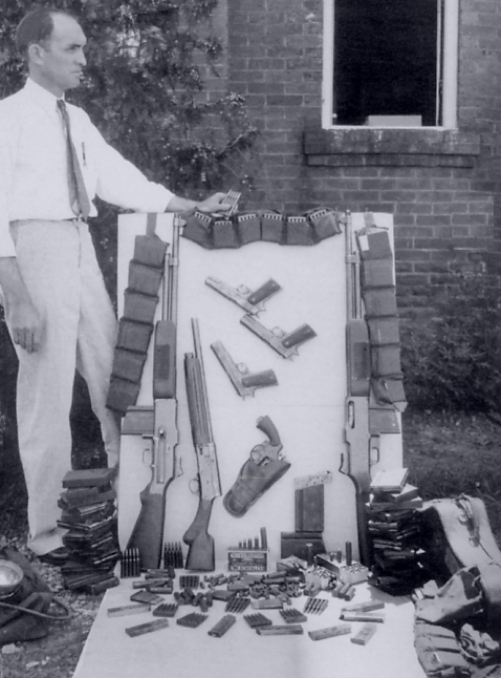
Le armi ritrovate nella Ford dei due criminali

Gli agenti di polizia ispezionarono il veicolo e scoprirono un arsenale di armi rubate, inclusi fucili automatici, fucili a pompa, un assortimento di pistole e diverse centinaia di munizioni, assieme a diverse patenti false di svariati stati. La voce sull'imboscata rapidamente si diffuse quando Hamer, Oakley e Hinton telefonarono ai propri capi per annunciare la morte dei ricercati. Una folla si radunò ben presto sul luogo dell'agguato; Gault e Alcorn, rimasti a guardia dei corpi, persero il controllo della situazione. Una donna tagliò dei ciuffi insanguinati di Bonnie e un pezzo del suo abito, che rivendette più tardi come dei souvenir. Hinton tornò sul luogo trovando un uomo intento a tagliare il dito indice di Clyde, rimanendo scosso da ciò che vide. Il medico legale raccontò ciò che vide una volta giunto sul posto affermando:
Il coroner chiese aiuto ad Hamer per controllare quella "atmosfera da circo" e riuscirono così a far allontanare la gente dal veicolo.
La Ford, con ancora i corpi all'interno, fu rimorchiata fino all'obitorio di Arcadia, in Louisiana, e i cadaveri posti nella cella frigorifera di un negozio alimentare – all'epoca era normale che l'obitorio fosse una cella frigorifera di un negozio – nel retro del quale venne realizzata un'imbalsamazione preliminare. In poche ore, Arcadia passò da avere duemila abitanti ad ospitare dodicimila persone, con curiosi che giungevano in treno, carrozze, calessi e persino aeroplani. I prezzi dei beni primari salirono rapidamente e alcuni divennero persino impossibili da trovare.
Il corpo di Clyde fu identificato dal padre Henry, distrutto dal dolore. Per identificare entrambi i cadaveri, giunsero da Ruston, Louisiana, H. D. Darby e Sophia Stone; i due infatti erano stati rapiti dalla Barrow Gang a Ruston il 27 aprile 1933 e rilasciati presso Waldo, in Arkansas. Bonnie aveva riso di Darby quando lui le aveva detto che di professione faceva il becchino, per poi rimarcare che forse, un giorno, lui avrebbe lavorato sul suo corpo. Darby poi collaborò con le onoranze funebri di Arcadia, lavorando su Bonnie e Clyde.

### Il funerale e la sepoltura

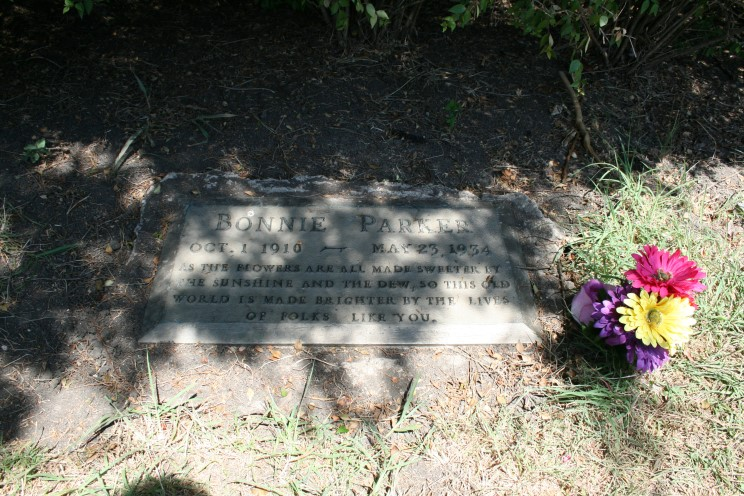
La tomba di Bonnie Parker

Bonnie e Clyde desideravano essere sepolti fianco a fianco, tuttavia la famiglia di lei non lo avrebbe permesso. La signora Parker voleva garantire le ultime volontà che la figlia aveva lasciato a lei, ossia essere sepolta a casa, tuttavia la folla che circondava l'abitazione dei Parker rese la cosa impossibile. Più di ventimila persone presenziarono al funerale di Bonnie Parker e la sua stessa famiglia ebbe difficoltà a raggiungere il luogo della sepoltura, nel McKamy-Campbell Funeral Home, a Dallas. Il fratello di Bonnie, Hubert Parker, accompagnò il corpo della sorella da Arcadia a Dallas a bordo di un'ambulanza. Il funerale si tenne sabato 26 maggio 1934, alle ore 14:00. Il figlio del reverendo che tenne le esequie, il dottor Allen Campbell, in seguito ricordò che i fiori provenivano da ovunque, inclusi avevano dei biglietti scritti dai criminali "Pretty Boy" Floyd e John Dillinger. Il tributo floreale maggiore fu inviato da un gruppo di giornalisti di Dallas, poiché la morte improvvisa di Bonnie e Clyde fece vendere cinquecentomila copie di quotidiani locali. Dopo essere stata sepolta al Fishtrap Cemetery, Bonnie venne spostata nel 1945 al nuovo Crown Hill Cemetery, sempre a Dallas.

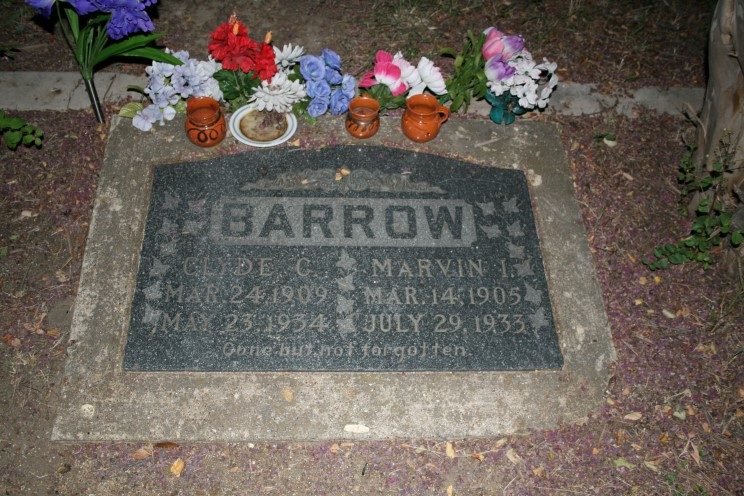
La lapide di Clyde e del fratello Marvin, soprannominato Buck.

La famiglia di Clyde si affidò alle onoranze funebri Sparkman-Holtz-Brand, in centro a Dallas. Centinaia di persone si radunarono anche fuori dalla casa dei Barrow, nella speranza di vedere il corpo. Il funerale di Clyde fu privato e si tenne al tramonto di venerdì 25 maggio, nella cappella dell'agenzia funebre. Clyde venne sepolto nel Western Heights Cemetery di Dallas, vicino al fratello Buck. I due fratelli condividono la stessa lastra di granito con su scritto i loro nomi e quattro parole scelte in precedenza da Clyde stesso: "Andati ma non dimenticati".

## Conseguenze
La Ford dilaniata dai proiettili e la camicia che Clyde indossava sono in vetrina al Whiskey Pete's Hotel & Casino a Primm, in Nevada. Le polizze sulla vita di Bonnie Parker e di Clyde Barrow furono pagate completamente dalla compagnia assicurativa American National of Galveston. Da quel momento, la politica di pagamento venne cambiata per escludere i casi di morte dovuta a qualunque atto criminale commesso dall'assicurato.
La morte di Bonnie e Clyde segnò la fine dell'era dei "nemici pubblici" degli anni trenta. Nell'estate del 1934, le nuove leggi nazionali resero la rapina in banca e il rapimento "crimini federali"; inoltre, il crescente coordinamento tra le giurisdizioni locali dell'FBI e le nuove radio nei veicoli della polizia resero molto più difficile per i banditi prosperare. Due mesi dopo la morte di Bonnie e Clyde, venne ucciso anche John Dillinger, a Chicago. Altri tre mesi e Charles Arthur "Pretty Boy" Floyd venne ucciso dall'FBI in Ohio e, il mese successivo, Lester "Baby Face" Nelson Gillis fu ucciso in Illinois.
Prima ancora che il fumo degli spari si diradasse, gli autori dell'imboscata iniziarono a perquisire l'auto di Clyde. Hamer fece suo un considerevole arsenale di armi e munizioni rubate, in base ai termini dell'accordo con il Dipartimento di Correzione del Texas. In luglio, la madre di Clyde scrisse ad Hamer chiedendogli di restituire le armi alla sua famiglia, poiché il figlio non era mai stato condannato da alcun tribunale per omicidio né per furto di armi o altri beni. Non si hanno tracce di una eventuale risposta.
Alcorn si tenne il saxofono di Clyde ma poco tempo dopo, sentendosi in colpa, lo restituì alla sua famiglia. Altri oggetti personali furono portati via, come alcuni abiti di Bonnie, ma quando la famiglia ne chiese la restituzione non li riottenne e furono in seguito venduti come souvenir. Secondo la famiglia di Clyde, lo sceriffo Jordan si tenne una valigia piena di soldi con cui si sarebbe comprato un pezzo di terra e un fienile ad un'asta ad Arcadia. Jordan stesso tentò di tenersi l'auto di Clyde ma il proprietario del veicolo riuscì a riprenderne possesso dopo delle contese legali e l'ordine di un tribunale, nell'agosto 1934.

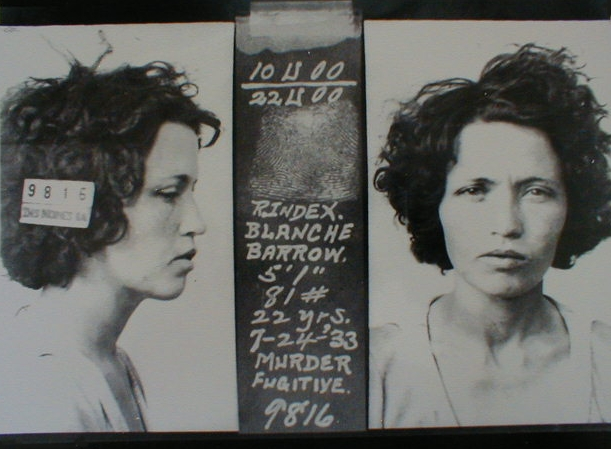
Blanche Barrow, anche se non usò mai un'arma, venne condannata per tentato omicidio, scontando sei anni di prigione

I sei uomini dell'imboscata ricevettero ciascuno un sesto della taglia. Lo sceriffo di Dallas, Schmid, aveva promesso a Ted Hinton che sarebbe ammontata a circa 26mila dollari, tuttavia la maggior parte tra stato, contea e altre organizzazioni che avevano promesso ricompense si rimangiarono la parola e, infine, ogni agente ricevette solo 200 dollari e 23 centesimi.
Nel febbraio 1935 le autorità di Dallas e quelle federali condussero un ampio processo dopo il quale venti, tra familiari e amici di Bonnie e Clyde, furono arrestati e imprigionati per favoreggiamento. Le due madri scontarono trenta giorni di galera, gli altri scontarono da un minimo di un'ora ad un massimo di due anni di prigione.
Le ferite di Blanche Barrow la lasciarono permanentemente cieca dall'occhio sinistro. Dopo la sparatoria del 1933 a Dexfield Park, venne presa in custodia con l'accusa di "aggressione con l'intento di uccidere". Venne così condannata a dieci anni di prigione ma venne rilasciata nel 1939 per buona condotta. Fece poi ritorno a Dallas, lasciandosi alle spalle la vita da criminale e prendendosi cura del padre invalido. Nel 1940 sposò Eddie Frasure, lavorò per una compagnia di taxi e in un negozio, terminando l'anno successivo il periodo di libertà sulla parola. Visse in pace con il marito fino alla morte di lui nel 1969. Warren Beatty cercò di comprare da lei i diritti per usare il suo nome nel film del 1967 Gangster Story e, nonostante la donna fosse d'accordo sulla sceneggiatura originale, ebbe da obiettare sull'interpretazione che venne data al suo personaggio da Estelle Parsons. Blanche morì di cancro nel 1988.

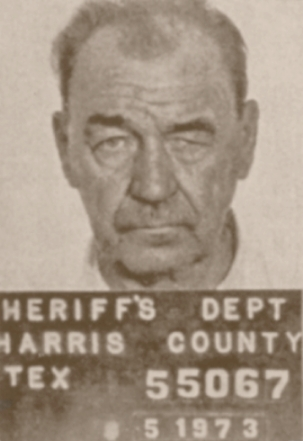
W. D. Jones, accusato di un omicidio, incriminato per un altro e sospettato per altri due, scontò quindici anni di prigione

I due criminali liberati nel raid a Eastham, Raymond Hamilton e Joe Palmer, furono entrambi ricatturati e condannati a morte per omicidio, condanna eseguita sulla sedia elettrica a Huntsville, in Texas, il 10 maggio 1935. L'amico fidato di Clyde, W. D. Jones, dopo essersi separato dal gruppo, raggiunse Houston dove trovò un lavoro, ma fu presto scoperto e catturato. Fu ricondotto a Dallas dove "confessò" di essere stato preso prigioniero da Bonnie e Clyde. Alcune delle affermazioni che rivelò riguardo alla vita sessuale della banda, portarono alla nascita di svariate storie sull'ambiguità sessuale di Clyde. Jones fu comunque condannato per l'omicidio di Doyle Johnson e scontò una pena di quindici anni. Lottò per anni con problemi di abuso di sostanze, diede un'intervista sui fatti alla rivista Playboy nel periodo dell'uscita del film di Warren Beatty e morì nel 1974.
L'aiuto dato alle autorità texane non salvò Henry Methvin in Oklahoma, dove venne condannato per l'omicidio dell'agente Campbell a Commerce. Ottenne la libertà sulla parola nel 1942 e rimase ucciso in un incidente con un treno nel 1948. Si disse che fosse al volante ubriaco, ma voci dicono che invece il suo furgone fu spinto sulle rotaie da alcuni che cercavano vendetta per il suo tradimento. Il padre, Ivy, venne investito e ucciso nel 1946 e anche in quel caso girarono voci di questo tipo.
Il marito di Bonnie, Roy Thornton, venne condannato a cinque anni per furto nel marzo 1933; venne ucciso da una guardia nel 1937, durante un tentativo di fuga dalla prigione di Eastham.
Negli anni successivi alla morte di Bonnie e Clyde, Prentiss Oakley, l'uomo che sparò per primo, ebbe problemi per le sue azioni. Spesso infatti ammetteva ai suoi amici di aver aperto il fuoco prematuramente e fu l'unico degli agenti che presero parte all'imboscata ad esprimere pentimento pubblicamente. Succedette a Henderson Jordan come sceriffo della Parrocchia di Bienville nel 1940.

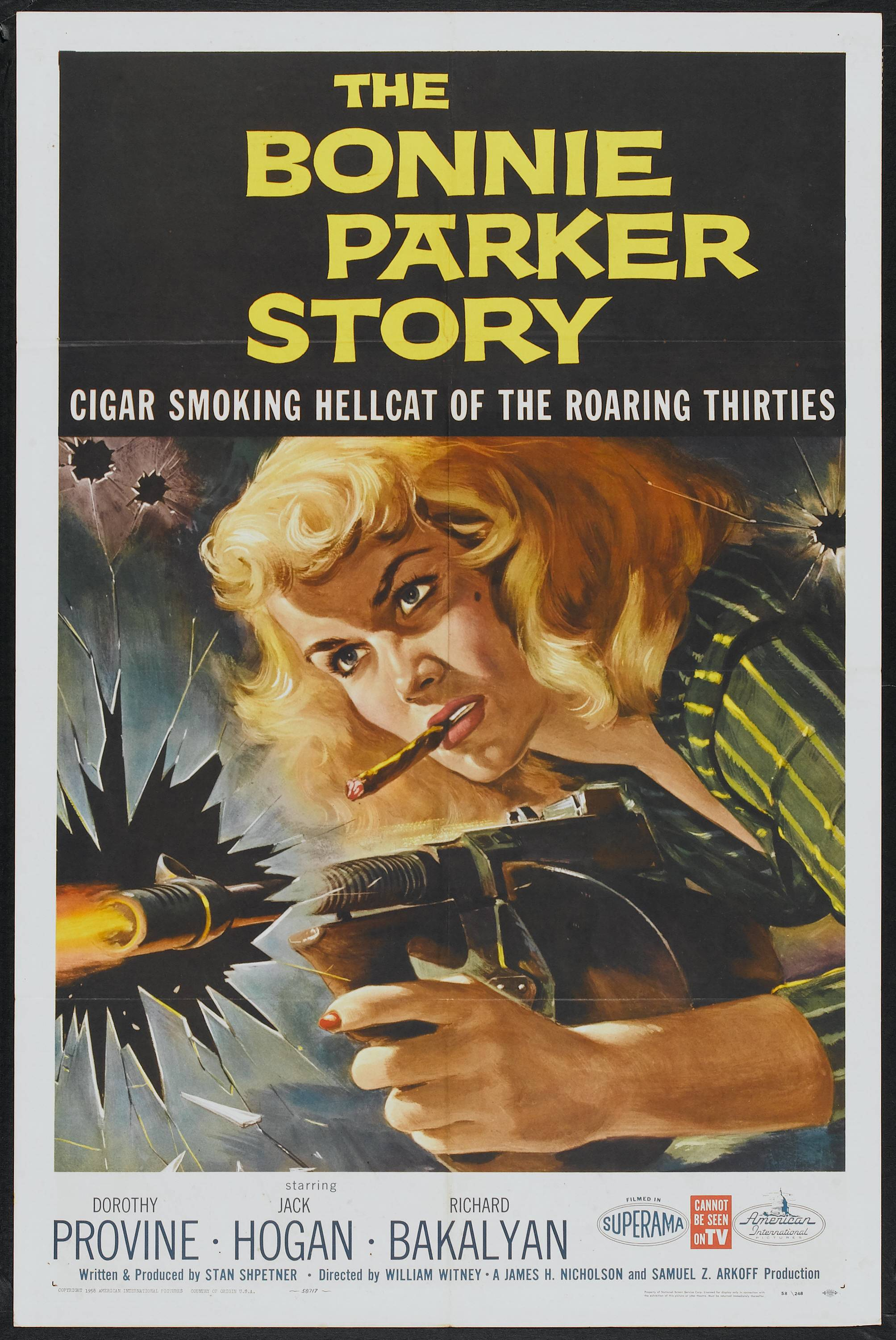
Nel film del 1958 Bonnie fu presentata come una ragazza dura alla guida di una banda criminale

Frank Hamer tornò a fare il consulente per la sicurezza per le compagnie petrolifere; tuttavia, secondo Guinn, "la sua reputazione in qualche modo soffrì dopo Gibsland" poiché molti ritenevano che non avesse voluto dare a Bonnie e Clyde l'opportunità di arrendersi. Tornò nuovamente nei titoli di giornale nel 1948, quando sia lui che il governatore Coke Stevenson sfidarono senza successo Lyndon Johnson alle elezioni per il Senato. Hamer morì nel 1955 dopo diversi anni di problemi di salute. Il suo compagno d'imboscata, Bob Alcorn, morì il 23 maggio 1964, esattamente trent'anni dopo Bonnie e Clyde.

## Controversie
Dopo l'imboscata, si aprirono diverse questioni basate sulle differenti testimonianze: Hamer e Gault erano entrambi ex Texas Ranger che lavoravano per il Dipartimento di Correzione del Texas, Hinton e Alcorn erano impiegati dell'ufficio dello sceriffo di Dallas, mentre Jordan e Oakley erano lo sceriffo e il vice-sceriffo della Parrocchia di Bienville. Le tre coppie erano diffidenti le une verso le altre e gli uomini non si piacevano. Raccontarono infatti differenti versioni dei fatti e della sequenza degli eventi. Lo storico Guinn la mette in questi termini:
voleva presentarsi come un uomo diplomatico. Nessuno può spiegare le improbabili reminiscenze di Ted Hinton...»
Poiché le loro testimonianze sono così differenti, e poiché tutti loro sono deceduti da lungo tempo, i dettagli esatti dell'imboscata sono sconosciuti e non più rintracciabili. Le domande che rimangono riguardano l'eventuale avviso dato ai fuggitivi prima della sparatoria, la classificazione di Bonnie come "ricercato a cui sparare a vista" e le accuse di Hinton negli anni settanta.

### La questione dell "Alt"
Lo sceriffo Schmid in precedenza aveva avvertito Clyde Barrow nell'imboscata a Sowers, in Texas, nel novembre 1933. Quando intimò l'"alt", la sparatoria cominciò dall'auto dei fuorilegge, che eseguirono un'inversione a "U" e fuggirono. Quando i due agenti della Louisiana posero la questione se bisognasse intimare l'alt, i quattro texani "misero il veto all'idea", dicendo loro che Clyde si apriva sempre la via di fuga sparando, come avvenne a Platte City, Dexfield Park e Sowers. È improbabile che Hamer avesse pianificato di dare l'avvertimento, ad ogni modo Oakley si alzò in piedi e aprì il fuoco in anticipo e subito dopo gli altri agenti si unirono a lui. In seguito, Jordan riferì di aver dato l'alt a Clyde, ma Alcorn disse che fu Hamer a intimarlo, mentre Hinton affermò che lo fece Alcorn. In un altro rapporto, dissero di averlo intimato entrambi. Tali affermazioni in conflitto tra loro furono probabilmente dei tentativi di distogliere l'attenzione dall'azione anticipata di Oakley, il quale in seguito ammise di aver sparato troppo presto.

### Il mandato d'arresto per Bonnie
Fonti diverse affermano che in cinque occasioni Bonnie potrebbe o non potrebbe aver aperto il fuoco durante gli scontri con le forze dell'ordine. Ad ogni modo, era comunque complice di un centinaio, e forse più, di atti criminali durante i due anni di carriera criminale, inclusi otto omicidi, sette rapimenti, mezza dozzina di rapine e furti d'auto e altri gravi atti, in un'epoca in cui in Texas vi era la pena capitale per i "criminali abituali".
Dopo gli eventi a Joplin, divenne di fatto una ricercata, tant'è che il Dipartimento di Polizia aveva diffuso nell'aprile 1933 dei volantini con su scritto "Ricercati per omicidio" e con le foto sia di Bonnie che di Clyde. In giugno, un altro volantino venne diffuso nella Contea di Crawford, in Arkansas, con una taglia di 250 dollari per i fratelli Barrow, avvertendo inoltre che erano alla ricerca di medicinali per curare un'ustione ad una donna. Il volantino rappresentava volti e nomi di Bonnie, Clyde, Buck e Blanche, oltre all'allora non identificato Jones e apparve dopo l'omicidio del Marshall Humphrey, vicino ad Alma il 23 giugno.
Per il novembre 1933, Jones era sotto custodia e aveva fornito dettagli sulle attività della banda nei mesi precedenti. Il 28 novembre, un grand jury rinviò a giudizio Bonnie, Clyde e Jones per l'omicidio di gennaio del vice sceriffo Malcolm Davis. Il giudice Nolan G. Williams firmò i mandati d'arresto per Bonnie e Clyde con l'accusa di omicidio. La collaborazione di Bonnie nel raid alla prigione di Eastham nel gennaio 1934 le valse l'ostilità di un vasto gruppo di texani influenti e, dopo essere stata collegata agli omicidi di Grapevine, fu posta una taglia sulla sua testa.

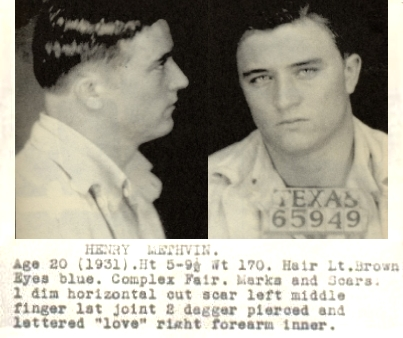
Methvin, non processato per gli omicidi di Grapevine, scontò otto anni di prigione in Oklahoma

### Le accuse di Hinton
Nel 1979, la testimonianza di Ted Hinton sull'imboscata venne pubblicata postuma. Secondo la sua versione sul coinvolgimento della famiglia Methvin nella pianificazione ed esecuzione dell'imboscata, il padre Ivy venne legato ad un albero la sera precedente per impedire che avvertisse i fuorilegge. Hinton afferma che Hamer fece un patto con Ivy Methvin: se lui avesse mantenuto segreto il fatto di essere stato legato, suo figlio non sarebbe stato processato per gli omicidi di Grapevine. Hinton afferma inoltre che Hamer fece giurare a tutti di non rivelare mai tale segreto. Altre testimonianze, tuttavia, posizionano il signor Methvin al centro dell'azione, non legato ad un albero ma in strada a fare segno a Clyde di fermarsi. Le memorie di Hinton suggeriscono inoltre che nella famosa foto di Bonnie con il sigaro, quest'ultimo fosse in realtà una rosa e che l'immagine fosse stata ritoccata dallo staff del Joplin Globe. Lo storico Guinn ritiene che "alcune persone che lo conoscevano [Hinton] sospettavano che in tarda età delirasse".

## Nella cultura di massa
Nel corso degli anni, sono stati prodotti diversi film, opere televisive e teatrali incentrati sulle vicende del duo di criminali:

### Teatro
- Bonnie and Clyde, a new Musical (2009)

### Cinema
- La Sanguinaria diretto da Joseph H. Lewis (1950)
- The Bonnie Parker Story diretto da William Witney[163] (1958)
- Gangster Story, diretto da Arthur Penn (1967)
- Bonnie e Clyde all'italiana, diretto da Steno (1983)
- Due vite al massimo, diretto da John Shepphird (1993)
- Highwaymen - L'ultima imboscata (The Highwaymen), regia di John Lee Hancock (2019)

### Televisione
- Bonnie & Clyde – miniserie TV (2013)
- Episodio 1x09 di Timeless che si intitola "L'ultima corsa di Bonnie e Clyde"

### Musica
- Bonnie & Clyde, singolo di Beyonce e Jay-Z
- Bonnie e Clyde, singolo di Rinaldo Ebasta del 1968
- Bonnie and Clyde, singolo di Serge Gainsbourg e Brigitte Bardot, pubblicato nel 1968 dalla Philips in formato 7" e tratto dall'omonimo album Bonnie and Clyde.
- Bonnie and Clyde singolo di Vance Joy tratto dall'album Nation Of Two.[164]
- Bonnie & Clyde, singolo di Song Yuqi, membro del gruppo K-pop (G)I-dle.
- Come Bonnie e Clyde di Max Pezzali.
- La ballata di Bonnie e Clyde di Gianni Pettenati.
- '97 Bonnie & Clyde di Eminem.
- Public Enemy No. 1, singolo del 2011 del gruppo thrash metal Megadeth.
- The Awakening of Bonnie Parker dei Volbeat.
- Bonnie & Clyde, brano di Shordie Shordie.[165]
- Black Widow di Salmo
- Bonnie & Clyde, brano di Achille Lauro
- Bonnie & Clyde di Side Baby e di Mew

### Fumetti
- Bonnie & Clyde, realizzato da Guido Crepax nel 1968.
- Bonnie lotta nel manga Majo Taisen: The War of Greedy Witches contro Monna Lisa.